# Ali Douagi
Ali Douagi, Ali Douaji ou 'Ali ad-Du'âji (arabe : على الدوعاجي), né le 4 janvier 1909 à Tunis et décédé le 27 mai 1949 à Tunis, est un nouvelliste, dramaturge, parolier, journaliste et caricaturiste tunisien d'expression arabe. Connu pour ses satires, il est l'une des figures emblématiques de la bohème et du spleen des intellectuels du groupe Taht Essour.
Douagi a été publié dans plusieurs mensuels et hebdomadaires des années 1930 et 1940. Ses écrits sont caractérisés par un réalisme souvent caricatural qui rend compte des mœurs et travers de la société tunisienne de son époque. Plusieurs de ses nouvelles, parues entre 1935 et 1959, ont été réunies dans le recueil Sahirtou Minhou Al Layali (Longues, longues étaient mes nuits à cause, à cause de lui (ar)) : les plus connues sont Kanz Al Foukarae, Raîi Al Nojoum et Omm Hawwa, cette dernière étant préfacée en 1959 par Taha Hussein.
Douagi meurt de la tuberculose à l'âge de quarante ans.

## Biographie

### Jeunesse
Ali Douagi naît le 4 janvier 1909 à l'impasse du Torchon (Kekhedh), rue Troudi, dans le quartier populaire de Bab Souika à Tunis.
Il appartient à une famille bourgeoise d'origine turque arrivée à Tunis avec l'armée ottomane en 1574 pour chasser les Espagnols qui dominent alors l'État hafside. Son père meurt quand il n'a que trois ans ; il vit dès lors avec sa mère, Nozha Bent Chakchouk, avec laquelle il grandit sans manquer de rien.
Il fréquente l'école Kheireddine, située rue du Pacha, puis étudie au sein de l'école Arfania, mais ne dépasse pas le niveau du certificat d'études primaires qu'il n'obtient pas. Néanmoins, il lit certaines revues durant son enfance, surtout Le Canard et L'Énigme de Hamada.
Si, de par sa formation et son statut social, il devrait exercer une charge gouvernementale ou reprendre le domaine agricole de ses parents, il choisit une vie oisive, encouragé en ce sens par sa mère possessive.

### Désœuvrement et attrait pour la culture
Il travaille un temps chez un tisserand du nom de Béji Mbazâa mais démissionne et devient l'un des chômeurs qui passent leur temps au café. Ses lieux de prédilection sont alors les cafés des Mrabet, de Taht Darbouz et celui dit Il Banka El Iryana. Là, il fait la connaissance des écrivains de sa génération, Abou el Kacem Chebbi, Hédi Laâbidi, Tahar Haddad, Ali Jendoubi et Arbi Kabadi parmi d'autres, et y dépense la fortune qu'il a hérité de son père extrêmement riche dans ses soirées et loisirs.
Il se consacre alors à la littérature, mène une vie de bohème et consomme de la drogue. Dès l'âge de quinze ans, il commence à écrire les paroles de chansons humoristiques et à dessiner des caricatures. Il lit des livres et traductions en arabe comme celles d'ouvrages de Charles Baudelaire, Anton Tchekhov et William Shakespeare qui influencent profondément son style. Il penche vers le comique et parvient à compléter sa culture en peu de temps.

### Taht Essour
Qualifié de marginal, il rejoint la bande de Taht Essour, un groupe d'artistes de l'entre-deux-guerres qui se réunissent dans un café homonyme situé à Bab Souika, contre les remparts de la médina de Tunis (Taht essour signifie « sous les remparts » en français). Douagi prend part aux discussions et débats et écrit des articles et traductions pour la revue Al-âlam al-adabi (Le Monde littéraire) de son ami Zine el-Abidine Snoussi. Il prend confiance en lui et se juge capable d'écrire parallèlement dans différents styles. C'est un écrivain qui veille la nuit entre lecture, écriture et art, fumant toutes sortes de drogue, et dormant durant la journée. D'ailleurs, il devait se démarquer du groupe grâce à sa production riche et variée.
Comme les autres intellectuels tunisiens des années 1920 et 1930, il s'intéresse à la défense de sa patrie face au protectorat français et aux plans coloniaux de la France. Il est aussi l'un des pionniers de la littérature arabophone encourageant l'activité féministe : il décrit dans ses différentes ouvrages le prototype de la femme idéale qu'il voit libre (horra) et autonome (megdia).
Le 30 août 1936, il fonde Essourour, un journal connu pour son aspect caricatural et humoristique, en profitant de l'aide de son ami Hédi Laâbidi ; celui-ci cessera d'être publié après sa mort.
Il est aussi un parolier pour plusieurs chanteurs comme Mohamed Triki, Hédi Jouini (Dawr el âïtab et Hobbi yetbadel yetjaded) ou son voisin et ami Salah Khémissi (Ahsen naouara teqtafha) ; parfois il compose aussi la musique des titres qu'il écrit. Douagi écrit la première chanson propre à La Rachidia : Ya leymi yezzini, minsab inek ini ; l'une de ses chansons remporte même le grand prix du premier festival de la chanson organisé en 1936 par La Rachidia.
Douagi a aussi de l'humour : on dit qu'il n'a pas une bonne voix et, lorsqu'il veut que les autres se taisent, déclare : « Taisez-vous ou je chante », ce qui fait rire et lui vaut le surnom de Falga (nom féminin de l'arabe tunisien signifiant « grands ennuis » ou désignant un genre de cravache voire l'action de frapper elle-même).

### Disparition
Sa consommation de drogue finit toutefois par affecter sa santé. Atteint de la tuberculose, il meurt à l'âge de 40 ans à l'hôpital militaire de Tunis.
On dit qu'il a été maltraité par les infirmiers de l'hôpital La Rabta de Tunis, ce qui a poussé le groupe Taht Essour à s'engager pour améliorer sa situation, en vain. L'« artiste de l'infortune » (Fannen Al Ghalba) mort, seule une dizaine de personnes présentent leurs condoléances à sa famille et quatorze assistent à son enterrement à la périphérie de la médina de Tunis.

## Œuvres
Malgré sa vie perturbée et sa mort précoce, Ali Douagi a enrichi le patrimoine littéraire tunisien.
Outre sa production dans le domaine littéraire, il a rédigé des articles de presse et des lettres dont il a étudié le principe avec son ami et collègue Mahmoud Bayrem Ettounsi. Cependant, Douagi n'a jamais écrit de poésie, contrairement à ce qui a été dit.

### Recueils de nouvelles
Les nouvelles de Douagi diffusées à la une de certains journaux sont pour la plupart recueillies dans un recueil publié en mars 1945. Il doit son titre, Sahirtou Minhou Al Layali (Longues, longues étaient mes nuits à cause, à cause de lui (ar)), à une nouvelle du même nom se trouvant dans le recueil et parlant d'une femme, Zakia, torturée par son mari qui se confesse à sa tante.
Douagi publie également Jaoulet Baina Hanet Al Bahr Al Abyadh Al Motawasset (Périple à travers les bars méditerranéens (ar)) en 1935 dans Al-âlam al-adabi, y évoquant des villes par lesquelles il compare les mondes oriental et arabe (Istanbul) et l'Occident (Nice et Athènes). Il y utilise un style caricatural, à la fois humoristique et comique.

### Nouvelles
- Ahlem Hada (Les rêves de Hada)
- Al Rokn Al Naïr (Le coin lumineux)
- Amn Thaddhakara Jirane Bi Dhi Selm (Paix à la recherche d'une vie paisible)
- Fi Chati Hammam El Anf (Sur les plages de Hammam Lif)
- Jarati (Ma voisine)
- Kanz Al Foukarae (Trésor des pauvres)
- Maotou Al Am Békhir (La mort de l'oncle B'jour)
- Misbah Modhlem (Le réverbère éteint)
- Mojrem Roghma Anfih (Le voleur malgré lui)
- Nozha Raïka (Une promenade luxueuse)
- Omm Hawwa (La mère d'Ève)
- Qataltou Ghalia (J'ai tué Ghalia)
- Raîi Al Nojoum (Le pâtre des étoiles)
- Sahirtou Minhou Al Layali (Longues, longues étaient mes nuits à cause, à cause de lui (ar))
- Sir Al Ghorfa Assabiâa (Le secret de la septième chambre)
- Jaoulet Baina Hanet Al Bahr Al Abyadh Al Motawasset (Périple à travers les bars méditerranéens (ar))

### Pièces de théâtre
Ali Douagi a écrit environ 200 pièces de théâtre dont la plupart ont disparu :
- Avare et égoïste
- Beau-père et belle-mère
- Bousbea
- Carte de vie
- Ce sont ceux qui ont confisqué des disputes et pas leurs propriétaires
- Dakhama Fergha (Le grand vide)
- Eddagez Kal (Le voyant a dit)
- Entre la vérité et la menthe
- Fad ! Haj ! (Débordé ! Il s'est évadé !)
- Grand doute
- Hachicha w tedâada (Une herbe et ça passera)
- Ih Mahleha fih ! (Tu le méritais !)
- Il s'est trompé de taille
- Ja Ykahalha Amaha (Venu pour lisser les murs, il a échoué !)
- Jour de congé
- Kammouch (Avare)
- Kanfoura
- La Championne
- Lahhiha (Laisse-la se mêler d'autre chose)
- Le jour avec ses yeux et la nuit avec ses oreilles
- Kaïd El Nessa (Les pièges des femmes)
- L'abréviation
- La chéchia ! c'est à qui ?
- La franchise
- La perceuse
- Le prince Boufrouj
- Le vieux Chkouss
- Les cascades de Kammouch
- Ma Jach Lbabou
- Nouveau-né au couffin
- Ô dieu ! Quelle nuit !
- Ommi Selma (Ma mère Selma dans un match de football)
- On a plané ce qu'on a plané
- On déplume cette poule !
- Paradis fictif
- Paquet de boissons gazeuses
- Sa première joie
- Saloua
- Sans tête ni grand menton
- Sourde et muette
- Sous la lampe rouge
- Tendresse de la mère
- Troisième division
- Un des doutes
- Un problème et ça a bien passé
- Un survivant qui saute
- Une nuit au douar
- Une paire de chaussettes
- Wo'our Sahla (Les cavités faciles)
- Zawbâa fi fingène (Tempête dans un verre)

Les plus célèbres d'entre elles sont Ommi Selma, Eddagez Kal et Zawbâa fi fingène.

## Reconnaissance posthume
Zine el-Abidine Snoussi disait de Douagi qu'il deviendrait internationalement célèbre et qu'il serait reconnu comme écrivain en Tunisie.
En 1959, sa nouvelle Omm Hawwa paraît avec une préface du critique littéraire égyptien Taha Hussein. Ce dernier décrit Douagi comme une légende, appréciation qui le rend célèbre dans son pays et dans le monde arabe après qu'il eut été négligé durant sa vie.
Certaines de ses nouvelles ont été adaptées en film : Le Pâtre des étoiles (Raîi Al Nojoum), sous la forme d'un moyen métrage réalisé par Hatem Ben Miled en 1973 et d'un court métrage réalisé par Mourad Ben Cheikh en 2003, et Au pays du Tararanni, comédie adaptée en 1972 sous la forme de trois sketchs par Hamouda Ben Halima, Hédi Ben Khalifa et Férid Boughedir. Une pièce théâtrale est également réalisée par Taoufik Jebali et jouée durant le Festival international d'Hammamet 2009 pour célébrer le centenaire de sa naissance. Le personnage de Douagi apparaît également dans le long métrage Thalathoun (Trente, sorti en 2008) de Fadhel Jaziri qui témoigne de son appartenance au courant de Taht Essour.
Le portrait de Douagi figure sur un timbre de la Poste tunisienne basé sur un dessin de Hatem El Mekki.
Les œuvres d'Ali Douagi font désormais partie du programme d'étude de l'arabe en Tunisie.
Après sa mort, sa phrase fameuse — « Il vit en espérant avoir un raisin mais, après sa mort, on lui donna une grappe » — est devenue un proverbe signifiant « Il voulait peu durant sa vie, on lui a beaucoup donné après sa mort ».